# فردی فن در خوس
فردی فن در خوس (هلندی: Freddie van der Goes; ۲۶ نوامبر ۱۹۰۸ – ۲۴ اکتبر ۱۹۷۶) شناگر اهل آفریقای جنوبی بود.